# جوليس روش
جوليس روش (بالفرنسية: Jules Roche)‏ هو محامي وكاتب مقالات وصحفي وسياسي فرنسي، ولد في 22 مايو 1841 في سانت إتيان في فرنسا، وتوفي في 8 أبريل 1923 في باريس في فرنسا. حزبياً، نشط في Republican Federation ‏. وقد انتخب رئيس بلدية ‏ وانتخب نائب فرنسي.